# 森美術館
森美術館（日语：もりびじゅつかん）是位於日本東京都港區六本木六丁目六本木新城森大樓53樓的一座美術館，也是森美術中心的核心設施。美術館的高度為230米，是日本最高的建於室內的美術館。

## 历史
美術館於2003年10月開館，開館2年後之內並未有自己所有的展示品，而是只運營企畫展。雖然展示作品種類會按照企畫日內容不同，但主要展示現代美術的展示品。

## 馆长
创建者为森稔，理事长为森佳子。
- 第一任大卫·艾略特：2003年-2006年
- 第二任南條史生：2006年11月-2019年12月
- 第三任片冈真实：2020年-

## 外部連結
- 官方網站（中文）
- 森美術館的Instagram帳戶 （页面存档备份，存于）
- 森美術館的X（前Twitter）
- 森美術館的Facebook專頁 （页面存档备份，存于）
- 森美術館的YouTube頻道 （页面存档备份，存于）

35°39′38″N 139°43′45″E / 35.660506°N 139.729067°E